# Żeniszek

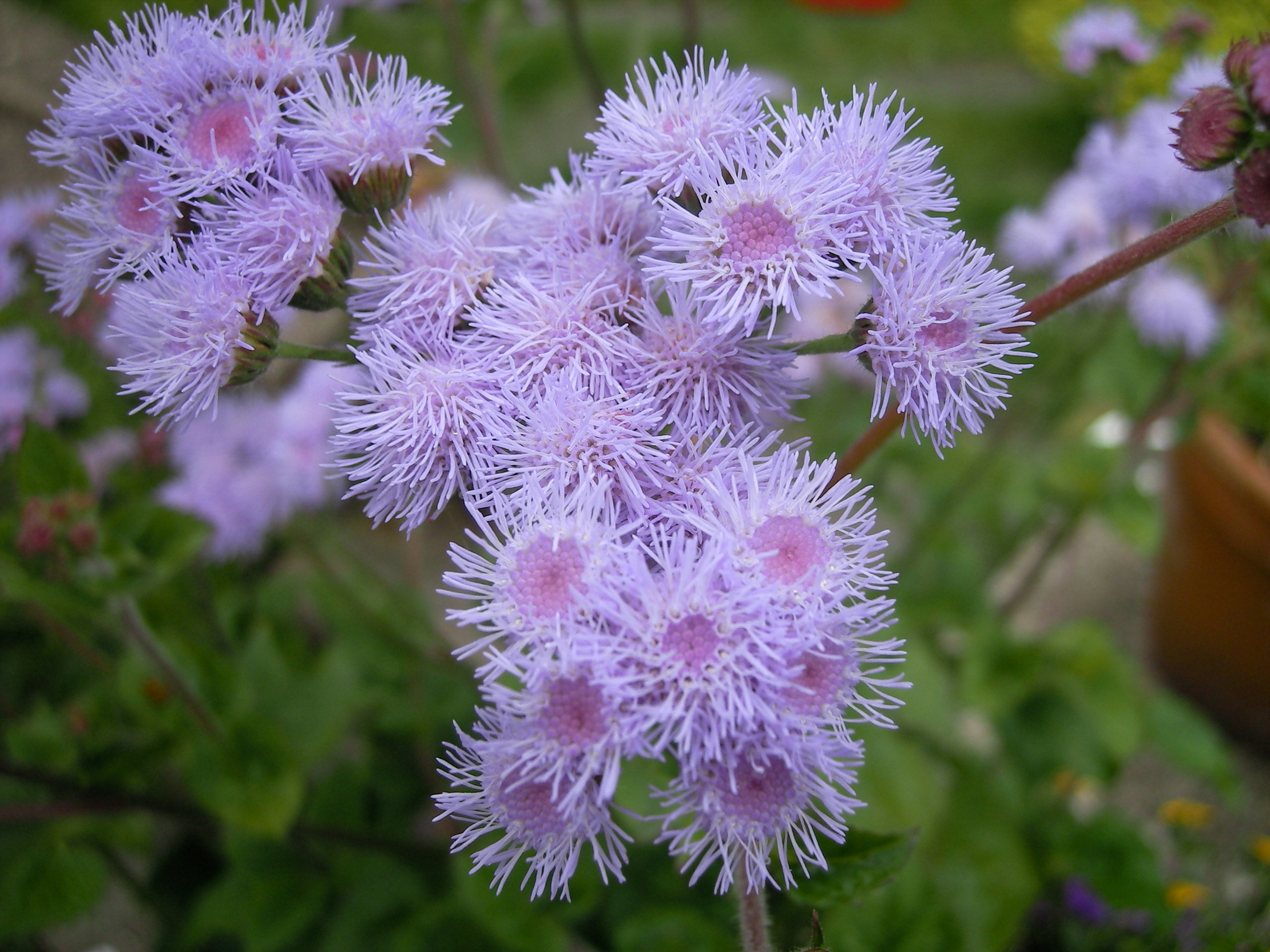
Żeniszek meksykański

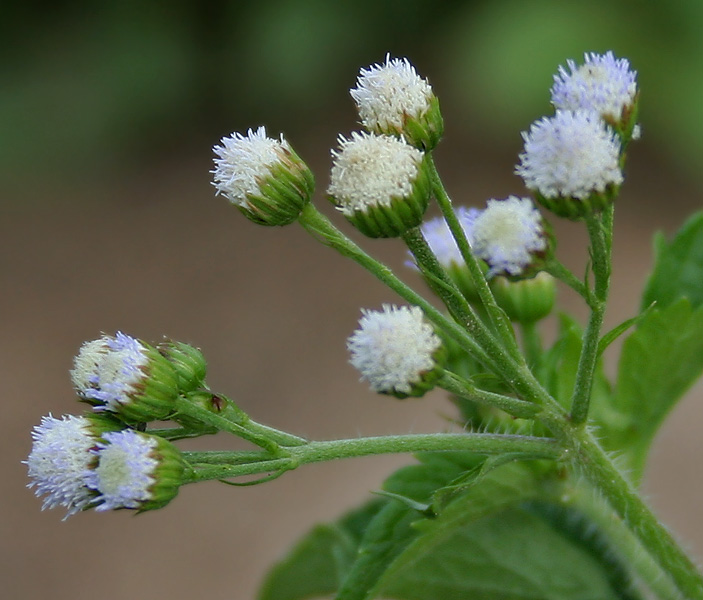
Żeniszek konyzowaty

Żeniszek (Ageratum L.) – rodzaj roślin z rodziny astrowatych. Należy do niego 38 gatunków. Rośliny te występują na obu kontynentach amerykańskich na obszarze od południowych Stanów Zjednoczonych, poprzez Amerykę Środkową do Boliwii i środkowej Brazylii. 
Dwa gatunki (żeniszek konyzowaty i meksykański) zostały introdukowane na wszystkie kontynenty w strefie międzyzwrotnikowej i w strefach umiarkowanych.
Niektóre gatunki uprawiane są jako ozdobne, zwłaszcza popularny jest żeniszek meksykański, dostępny w licznych odmianach.

## Morfologia
PokrójW większości rośliny zielne (od jednorocznych do bylin), ale też półkrzewy i krzewy, osiągające zazwyczaj od 0,2 do 1,2 m wysokości. Pędy często płożące i korzeniące się w węzłach, mniej lub bardziej rozgałęzione.
LiścieŁodygowe i na ogół naprzeciwległe, ogonkowe, zwykle jednonerwowe, całobrzegie lub ząbkowane, o kształcie od równowąskiego do okrągłego lub trójkątnego, nagie lub owłosione, czasem sztywno lub gruczołowato.
KwiatyZebrane po 20–125 w dyskowate koszyczki, a te w kwiatostany złożone w formie podbaldachów lub baldachogrona. Okrywy mają kształt dzwonkowaty i średnicę od 3 do 6 mm. Listków na okrywie ułożonych w 2–3 rzędach jest od 30 do 40, są one lancetowate i podobnej długości. Dno koszyczka jest stożkowate i nagie. Korony kwiatów są niebieskie, białawe do lawendowatych, lejkowate, z łatkami podobnej długości i szerokości. Szyjka słupka naga, rozwidlona z ramionami równowąskimi lub maczugowato rozdętymi.
OwocePryzmatyczne niełupki z 4–5 żebrami, nagie lub szorstko owłosione. Puch kielichowy w postaci 5–6 wolnych i spłaszczonych łusek.

## Nazewnictwo
Naukowa nazwa rodzaju utworzona została z greckich słów a oznaczającego „nie” oraz geras oznaczającego „starość” i nawiązuje do trwałości kwiatów.
Synonimy
Coelestina  Cass., Carelia Fabricius; Isocarpha Lessing (1830).

## Systematyka
Pozycja systematyczna
Rodzaj z podplemienia Ageratinae, plemienia Eupatorieae, podrodziny Asteroideae i rodziny astrowatych Asteraceae.
Wykaz gatunków
- Ageratum albidum Hemsl.
- Ageratum ballotifolium (Maguire, Steyerm. & Wurdack) R.M.King & H.Rob.
- Ageratum candidum G.M.Barroso
- Ageratum chiriquense (B.L.Rob.) R.M.King & H.Rob.
- Ageratum chortianum Standl. & Steyerm.
- Ageratum conyzoides  (L.) L. – żeniszek konyzowaty[6]
- Ageratum cordatum (S.F.Blake) L.O.Williams
- Ageratum corymbosum  Zuccagni ex Pers. – żeniszek baldachogroniasty[6]
- Ageratum echioides Hemsl.
- Ageratum elassocarpum S.F.Blake
- Ageratum ellipticum B.L.Rob.
- Ageratum fastigiatum (Gardner) R.M.King & H.Rob.
- Ageratum gaumeri B.L.Rob.
- Ageratum grossedentatum Rzed.
- Ageratum guatemalense M.F.Johnson
- Ageratum hondurense R.M.King & H.Rob.
- Ageratum houstonianum Mill. – żeniszek meksykański
- Ageratum iltisii R.M.King & H.Rob.
- Ageratum littorale A.Gray
- Ageratum lundellii R.M.King & H.Rob.
- Ageratum maritimum Kunth
- Ageratum microcarpum (Benth.) Hemsl.
- Ageratum microcephalum Hemsl.
- Ageratum molinae R.M.King & H.Rob.
- Ageratum munaense R.M.King & H.Rob.
- Ageratum myriadenium (Sch.Bip. ex Baker) R.M.King & H.Rob.
- Ageratum paleaceum (J.Gay ex DC.) Hemsl.
- Ageratum peckii B.L.Rob.
- Ageratum petiolatum (Hook. & Arn.) Hemsl.
- Ageratum platylepis (B.L.Rob.) R.M.King & H.Rob.
- Ageratum platypodum B.L.Rob.
- Ageratum riparium B.L.Rob.
- Ageratum rugosum J.M.Coult.
- Ageratum salvanaturae B.Smalla & N.Kilian
- Ageratum solisii B.L.Turner
- Ageratum standleyi B.L.Rob.
- Ageratum tehuacanum R.M.King & H.Rob.
- Ageratum tomentosum (Benth.) Hemsl.